# Онуфрий Великий
Ону́фрий Вели́кий, царевич перский (греч. Ονούφριος) — раннехристианский святой, египетский пустынник IV века. Почитается в лике преподобных Православной церковью 12 (25) июня шестеричным богослужением, в Католической — 12 июня, и в Древневосточных православных церквях.
Существует православная традиция освящать кладбищенские церкви в его честь.

## Жизнеописание
Жизнь святого Онуфрия известна со слов преподобного Пафнутия, который встретил его в пустыне перед его кончиной и похоронил его. К моменту встречи с Пафнутием Онуфрий прожил в пустыне в полном одиночестве 60 лет.
Некоторые версии жития сообщают, что Онуфрий Великий родился около 320 года в Персии и был сыном персидского царя, который по внушению ангела отдал его в младенческом возрасте в монастырь. Воспитание он получил в Фиваидском монастыре Эрити близ Гермиполя, где узнал от старцев о пустынниках и захотел подражать им. Он тайно ушёл из монастыря и пришёл в Фиваидскую пустыню (Египет), где встретил пустынника, ставшего его учителем. Несколько лет старец учил Онуфрия борьбе с «диавольскими искушениями», а затем, убедившись в силе духа своего ученика, оставил его одного. Ежегодно учитель приходил к Онуфрию и в один из визитов скончался.
Онуфрий рассказал Пафнутию о чудесах, сопровождавших его жизнь в пустыне:

По истечении же тридцати лет, Бог дал мне более обильное питание, ибо близ пещеры моей я нашёл финиковую пальму, имевшую двенадцать ветвей; каждая ветвь отдельно от других приносила плоды свои, — одна в один месяц, другая в другой, до тех пор, пока не оканчивались все двенадцать месяцев. Кроме того, по повелению Божию, потёк близ меня и источник живой воды. И вот уже другие тридцать лет я подвизаюсь с таким богатством, иногда получая хлеб от ангела, иногда же вкушая финиковые плоды с кореньями пустынными, которые, по устроению Божию, кажутся мне более сладкими, нежели мёд…
— Димитрий Ростовский. Жития святых (12 июня)
Также Онуфрий рассказал, что к нему и прочим пустынникам по субботам и воскресеньям являются ангелы, которые причащают их. Ночь святые провели в молитве, а утром Онуфрий скончался, завещав Пафнутию рассказать о его жизни другим пустынным подвижникам. Пафнутий завернул тело Онуфрия в подкладку своей одежды и похоронил его тело в каменном гробу.

## Святой Онуфрий в Акелдаме

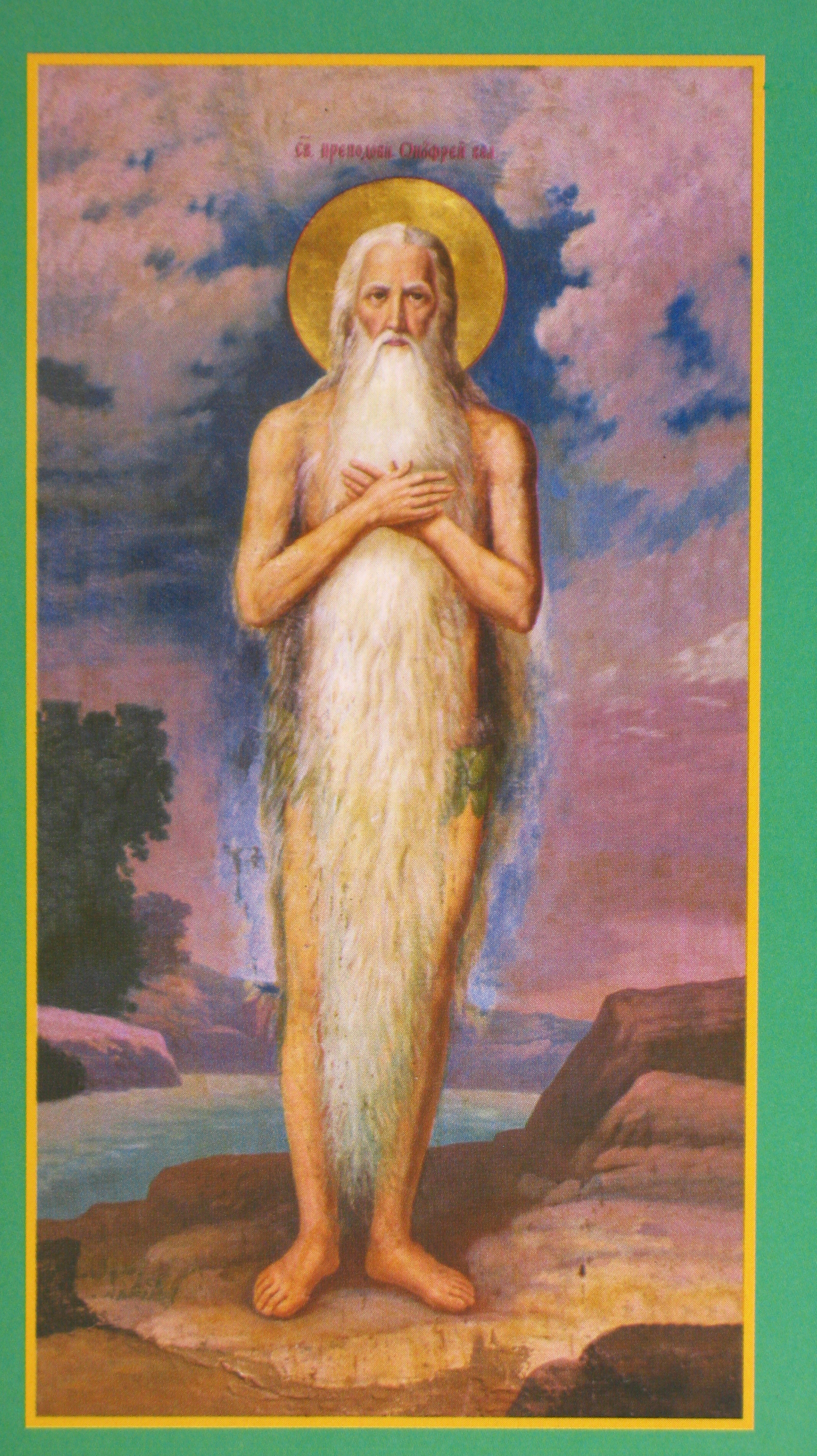
Русская икона Онуфрия Великого. 18 век

Сохраняется, главным образом в Иерусалимской Православной Церкви, православное предание о том, что Онуфрий Великий пришёл, поселился и провёл три года (по другим источникам — несколько лет) в посте и молитве в Акелдаме в Иерусалиме. Традиционная версия жития святого Онуфрия об этом не упоминает (см. Димитрий Ростовский. Житие преподобного отца нашего Онуфрия Великого). Скорее всего, он посетил Акелдаму в первой половине жизни, после удаления из монастыря Эрити.
Суть его подвига в Акелдаме различные источники поясняют несколько по-разному. Одни кратко сообщают что он «отмолил Акелдаму у Бога», другие говорят, что он «вымолил у Бога всех погребённых в Акелдаме». Так или иначе, но молитвенный подвиг знаменитого египетского отшельника не был забыт, и впоследствии здесь был основан и действует в настоящее время православный греческий монастырь Онуфрия Великого. Отсюда берёт начало православная традиция освящения кладбищенских церквей в честь преподобного Онуфрия Великого.